# 구로중앙로
구로중앙로(九老中央路)는 서울특별시 구로구 구로동을 가로지르는 도로로, 보성운수 본사에서 오금교 북단을 잇는 왕복 8차선의 도로, 길이는 2827 m이다.

## 역사
구로큰길
- 구로큰길은 1993년 7월 23일에 완공이 되었고, 2010년 5월 20일에 구로큰길과 등촌로 구로 구간이 구로중앙로로 개편되었다.

## 노선
- 보성운수 본사 - 구로중학교 - 구로구청 사거리 - 서울구로초등학교 - 구로5동주민센터 - AK플라자 - 구로역 사거리 - 오금교

## 연결 도로
이 도로의 시작점인 보성운수 본사에서는 도림로와 연결되고, 오금교에서는 목동로와 만난다.

## 주요 건물 및 시설
- 구로역 (서울특별시 구로구 구로중앙로 174)

## 같이 보기
- 경인로
- 도림로
- 목동로